# Platythyrea primaeva
Espèce
Platythyrea primaeva est une espèce fossile de fourmis de la tribu des Platythyreini de la sous-famille des Ponerinae.

## Classification
L'espèce Platythyrea primaeva est décrite en 1915 par l'entomologiste américain William Morton Wheeler (1865-1937),.

### Citations
En 1937, le paléontologue français Nicolas Théobald  ajoute un fossile de la collection Mieg, de Kleinkembs, dans la région du Bade-Wurtemberg,.
Cette espèce est confirmée dans son genre en 1987 par Ute Spahr (d), suivi en 2009 par Gennady Mikhaïlovitch Dlussky (d) (1937–2014) et en 2014 par Chris A. Schmidt (d) et Steven O. Shattuck (d),.

### Fossiles
Selon Paleobiology Database en 2023, le nombre de collections de fossiles est de trois :
- Priabonien de l'Éocène supérieur, deux collections de Russie, de Kaliningrad, de l'ambre de la Baltique, décrites en 1909 par le zoologiste américain Theodore Dru Alison Cockerell (1866-1948)[7] et en 1910 par le zoologiste et entomologiste allemand Günther Enderlein (1872-1968)[8] ;
- Rupélien de l'Oligocène inférieur, d'Allemagne, de la collection Mieg, de Kleinkembs, dans la région du Bade-Wurtemberg, décrite par le paléontologue français Nicolas Théobald[3],[2]

### Étymologie
L'épithète spécifique primaeva signifie en latin « tôt ».[réf. nécessaire]

## Description

### Caractères
Diagnose de Nicolas Théobald en 1937, : 

« Holotype : R110. Coll. Mieg. Mus. Bâle. Kleinkembs.
Tête subrectangualire, nettement plus longue que large ; bords latéraux presque parallèles, coins postérieurs arrondis ; yeux moyens, placés vers l'avant de la tête ; antennes et ocelles non visibles. Cou net. Thorax allongé, mésonotum large, arrondi à l'avant ; scutellum distinct, subhexagonal ; métanotum aplati. Pétiole plus long que large. Abdomen allongé ; le premier segment, très grand, est nettement séparé des suivants qui se confondent en une seule masse globuleuse. Pattes brunes. Ailes presque totalement effacées, il ne subsiste que la base de l'aile gauche. ».

### Dimensions
La longueur totale de l'insecte est de 6,2 mm.

### Affinités
« Par la conformation de l'abdomen, l'échantillon appartient certainement aux Ponerinae. Il semble très voisin de Platythyrea primaeva de l'ambre de la Baltique. mais ce dernier est de teinte noire opaque. ».

## Biologie
« Le g. Platythyrea est un genre tropical de l'ancien et du nouveau monde. P. wronghtoni Forel des Indes est voisin de P. primaeva (Wheeler). ».

## Galerie
- Platythyrea arnoldi sam-hym-c000559a dorsal.
- Platythyrea bicuspis casent0102004 profil.
- Platythyrea conradti sam-hym-c002300a dorsal.
- Platythyrea dentinodis casent0172409 profil.
- Platythyrea parallela casent0102279 profil.
- Platythyrea punctata psw7638-2 dorsal.
- Platythyrea schultzei sam-hym-c008351a profil.

### Publication originale
- [1915] (en) William Morton Wheeler, « The Ants of the Baltic Amber », Schriften der Physikalisch-ökonomischen Gesellschaft zu Königsberg, vol. 55,‎ 1915, p. 1-142 (lire en ligne).